# Gonsalwy z Amaranto
Gonsalwy z Amaranto (również Gundysław z Amaranto) (ur. ok. 1187 w Tagilde w Portugalii; zm. 10 stycznia 1259 w Amarante w Portugalii) – Błogosławiony Kościoła katolickiego, portugalski duchowny katolicki, dominikanin.

## Życiorys
Początkowo był księdzem diecezjalnym. Przez około 14 lat podróżował po Ziemi Świętej oraz sanktuariach Rzymu.
Po powrocie do Portugalii zaczął wieść życie pustelnicze, po czym wstąpił do zakonu dominikanów. Po pewnym czasie dostał pozwolenie na powrót do jego wcześniejszej pustelni w Amarante, gdzie ponownie podjął życie eremity. Czas spędzał na kontemplacji, praktykowaniu ascezy oraz nauczaniu okolicznych mieszkańców. Zmarł w 1259 r.
Został beatyfikowany w 1560 r. przez Piusa IV.
Dniem jego wspomnienia jest 10 stycznia.